# Cardoria scutellata
Cardoria scutellata är en skalbaggsart som först beskrevs av Fabricius 1793.  Cardoria scutellata ingår i släktet Cardoria och familjen långhorningar.
Artens utbredningsområde är Iran. Inga underarter finns listade.

## Bildgalleri

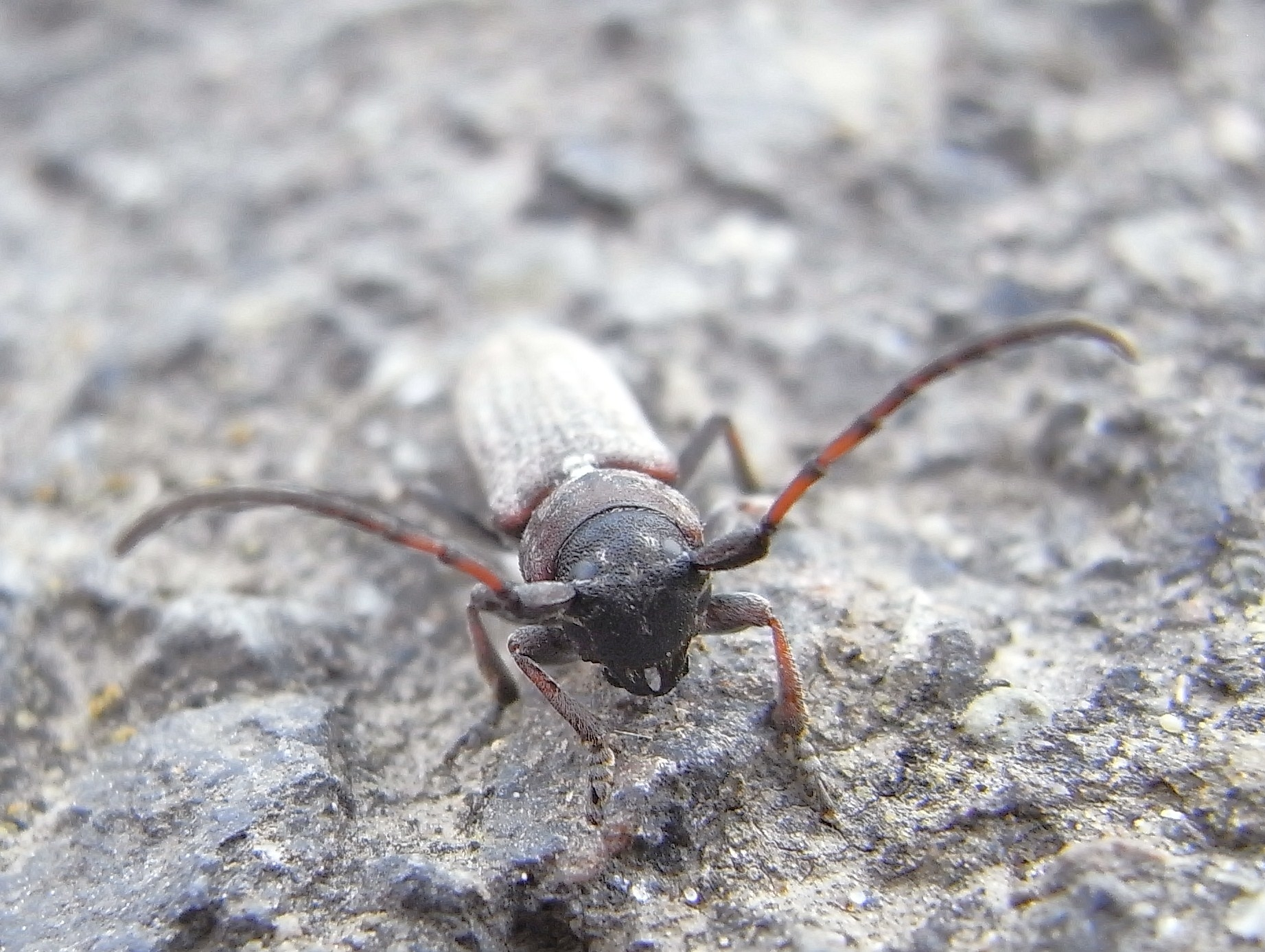
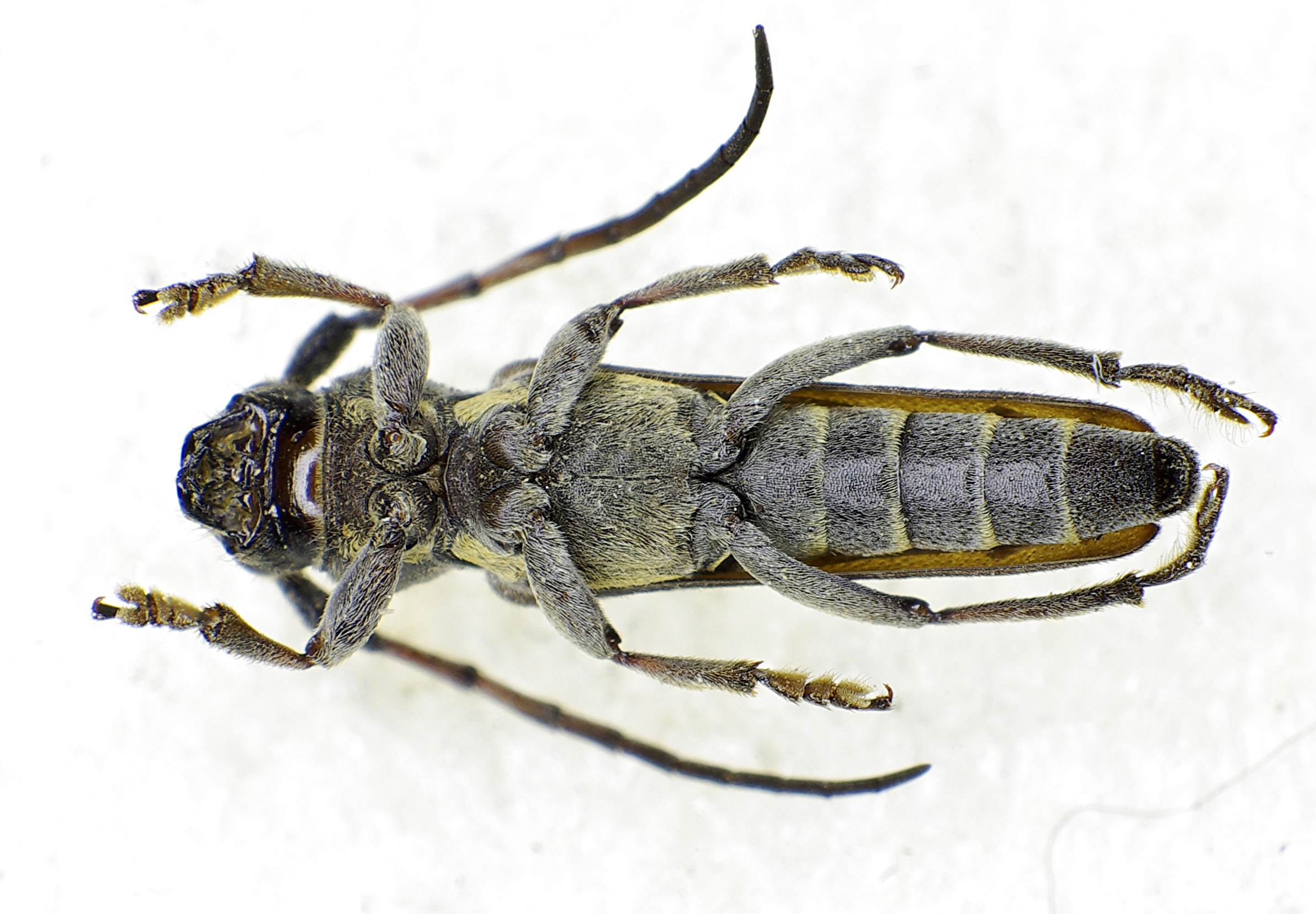
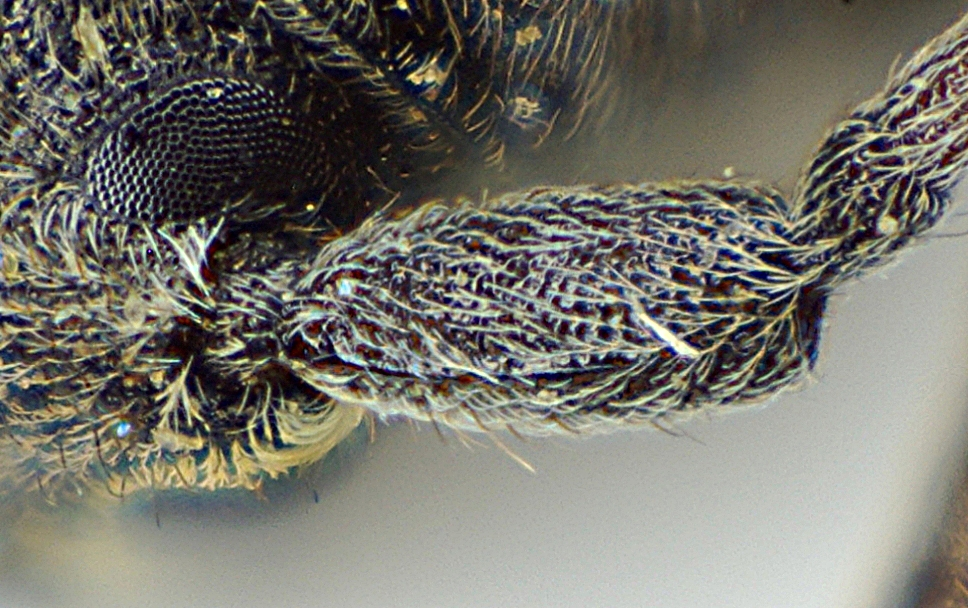
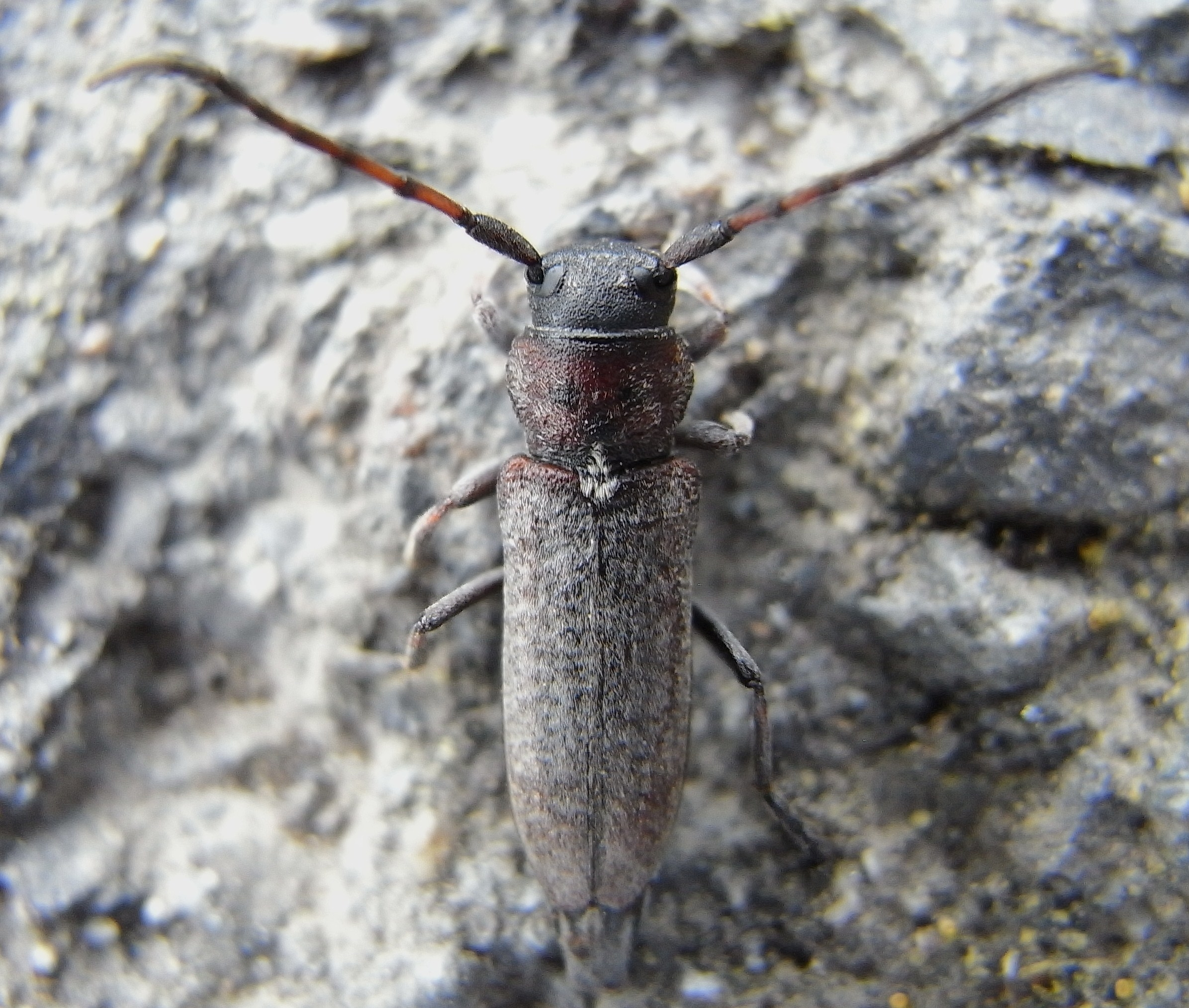
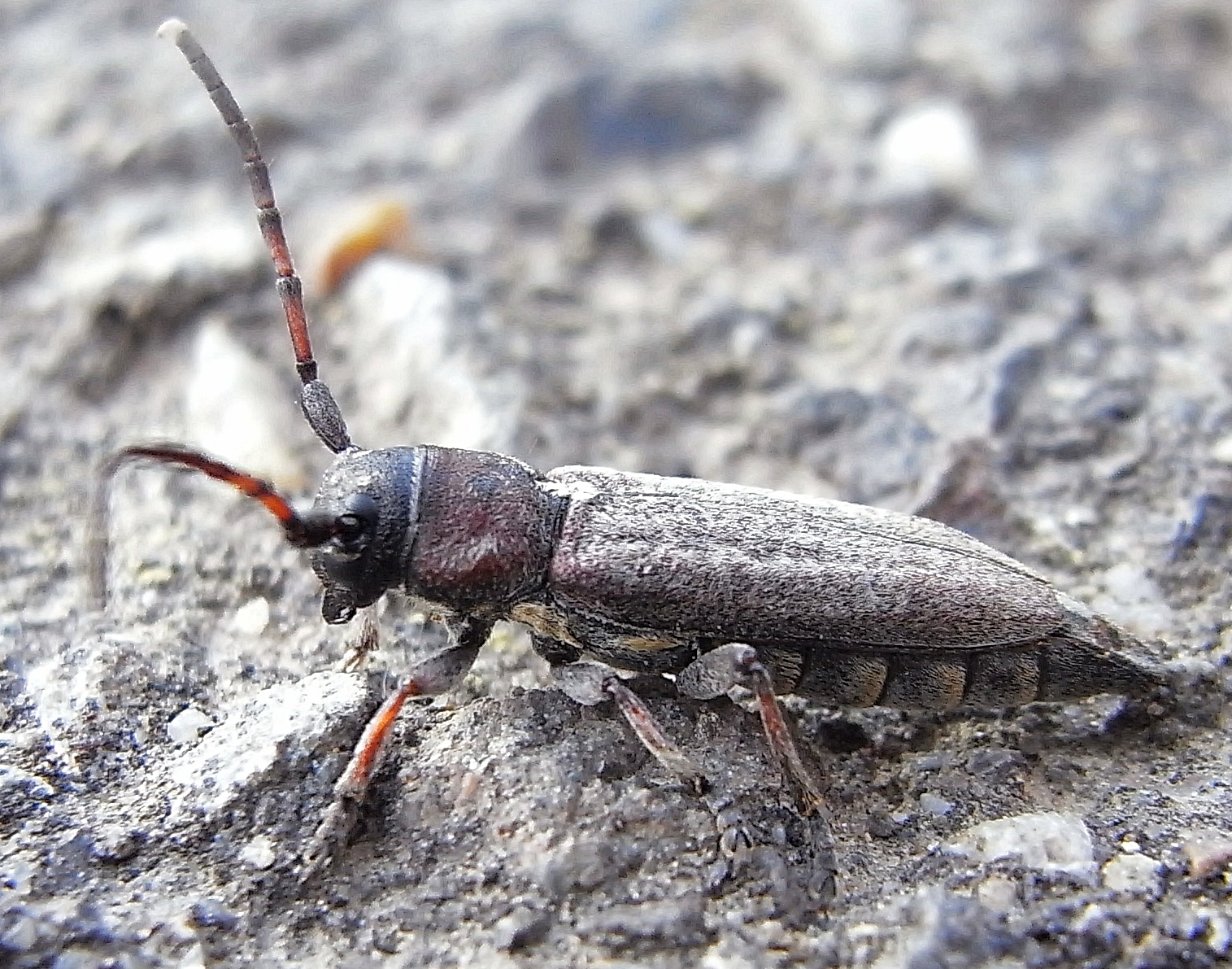
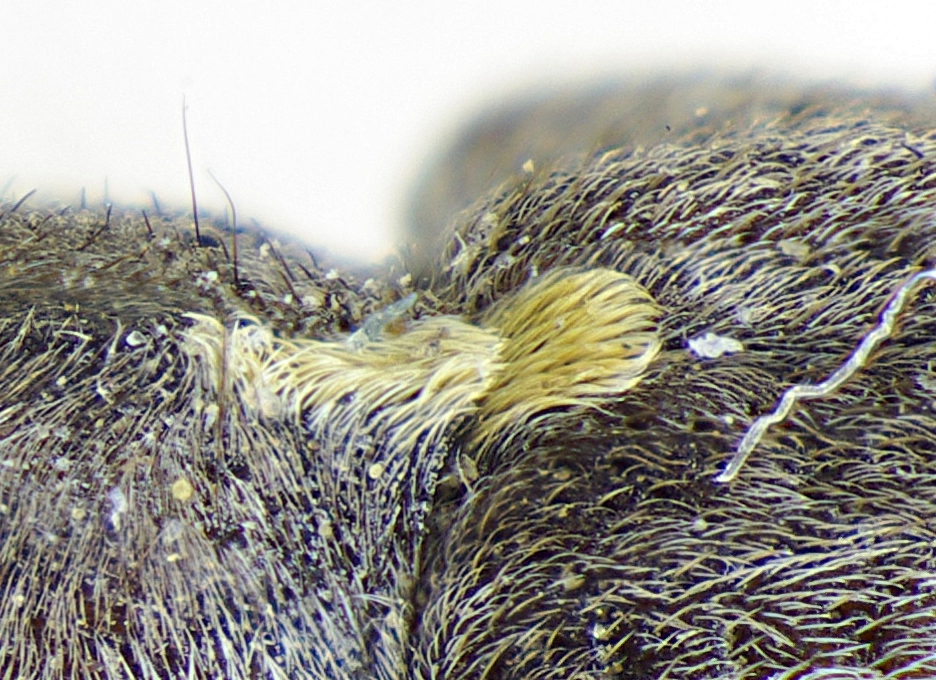